# Студеники
Студеники (у 1959—2016 роках — Жовтневе) — село Бориспільського району Київської області (Україна), адміністративний центр сільської громади.
Населення — 1911 осіб.
Територія — 6770 тис. м²
Щільність населення — 282,27 осіб / км²
У селі діє громадська організація «Крок у майбуття — 2008», а також громадська організація «Студениківські джерела».

## Розташування
Лежить на автомагістралі Київ-Харків, за 20 км на північний схід від районного центру та за 7 км від найближчої залізничної станції Переяславська.

## Історія

Братська могила

Дата заснування Студеників невідома, але можна з певністю сказати, що село існує понад 300 років, бо воно ще зазначено на карті французького інженера Боплана, складеній у другій чверті XVII ст. Першими жителями тут були, очевидно, переяславські козаки. З 1872 р. працює навчальний заклад — спочатку однокласне народне училище, згодом — двокласне змішане училище.
З 1778 року є церква Покровська
Є на мапі 1787 року як Студенки
19 травня 2016 року відновлено історичну назву села.

## Населення

### Мова
Розподіл населення за рідною мовою за даними перепису 2001 року:
| Мова            | Кількість | Відсоток |
| --------------- | --------- | -------- |
| українська      | 1813      | 94.87 %  |
| російська       | 86        | 4.50 %   |
| білоруська      | 4         | 0.21 %   |
| вірменська      | 4         | 0.21 %   |
| угорська        | 1         | 0.05 %   |
| інші/не вказали | 3         | 0.16 %   |
| Усього          | 1911      | 100 %    |

## Відомі люди
- Ушко Артур Анатолійович, уродженець села, солдат Збройних сил України, учасник російсько-української війни.
- Близнюк Богдан Степанович, солдат Збройних Сил України, учасник російсько-української війни, загинув 8 березня 2022 року в боях за Гостомель.